# عبد السلام غبور
عبد السلام غبور ممثل سوري شارك في 16 عمل ومثل في المسلسل الشهير باب الحارة بدور أبو راشد، وشخصيات اخرى

## أعماله
- باب الحارة الجزء السابع بدور أبو راشد عام 2015
- طوق البنات الجزء الثاني عام 2015
- حارة المشرقة عام 2015 ضيف العمل
- يوميات مدير عام الجزء الثاني عام 2011
- وراء الشمس عام 2010
- قمر بني هاشم عام 2008
- ناصر عام 2008
- الخط الأحمر عام 2008
- رجاها عام 2005
- ليالي الصالحية عام 2004
- عشاق الخيال عام 2000
- حي المزار  عام 1999
- يوميات مدير عام الجزء الأول عام 1998
- الحنطة وبس عام 1998
- عيلة 8 نجوم عام 1998
- يوميات جميل وهناء عام 1997
- أحلام أبو الهنا عام 1996
- مدير بالصدفة عام 1996